# ジェレミー・アボット
ジェレミー・アボット（英語: Jeremy Abbott, 1985年6月5日 - ）は、アメリカの元フィギュアスケート選手（男子シングル）。
2014年ソチオリンピック団体戦銅メダリスト。2010年バンクーバーオリンピックアメリカ代表。全米選手権優勝4回(2009年、2010年、2012年、2014年)。2008年グランプリファイナル優勝。

## 人物
1985年6月5日、コロラド州アスペンで生まれる。全米選手権ジュニアクラスで優勝した後で基金を設立し、自身がスケートを始めたアスペン・スケーティングクラブの子どもたちを支援している。翌2006年には同様の基金をもう1つ設立している。姉のグウェンはアルペンスキー（滑降）の元選手。
2015年1月、実父ダニエル・アボットをパーキンソン病で亡くした。父の闘病中から始めたパーキンソン病の治療法発見・患者支援活動には現在も積極的に参加している。
2020年6月にゲイだとカミングアウトした。

## 経歴
2歳でスケートを始める。4歳のとき、アイスショーで見たロビン・カズンズの演技に刺激を受け、フィギュアスケートを始めた。ノービスまではシングルと並行してアイスダンスやペアにも取り組んでおり、1998-1999シーズンにはブリタニー・ヴァイスとともにペア競技に出場していた。
1999年に練習拠点をコロラドスプリングスのワールドアリーナに移し、2008-2009シーズンまでブロードムーア・スケーティングクラブでトム・ザカライセックに師事していた。現在はデトロイト・スケーティング・クラブにて佐藤有香に師事している。2001-2002シーズンに全米選手権ノービスクラス初出場を果たし、シングルに専念することを決めた。2003年には腰椎を骨折して約4ヶ月間リンクに立てなくなったこともあったが、2005年全米選手権ジュニアクラスで優勝を果たした。
シニア初年度の2005-2006シーズンは中西部予選で5位にとどまり、全米選手権に進むことすらできずに終わった。2006-2007シーズン、フィンランディア杯で優勝。全米選手権でも4位に入賞し、翌2008年大会のシード権を獲得した。そしてジョニー・ウィアーの辞退により、四大陸選手権にも出場。ホームリンクで開催されたこの大会で、銅メダルを獲得した。
2007-2008シーズンからはISUグランプリシリーズに参戦。全米選手権では2年連続の4位となった。直前に怪我で欠場することになったエヴァン・ライサチェクに替わって、世界選手権に出場した。2008-2009シーズン、中国杯をアメリカ男子シングル史上最高得点で制した。初進出のGPファイナルでは、ショートプログラム、フリースケーティングでそれぞれパーソナルベストを更新し、アメリカ男子シングル選手初のGPファイナルチャンピオンとなった。全米選手権でも初優勝。
2009-2010年シーズン、全米選手権では世界王者のエヴァン・ライサチェクを抑え2連覇を達成、バンクーバーオリンピックと世界選手権の代表の座を射止めた。バンクーバーオリンピックは9位、世界選手権は5位入賞を果たした。
2010-2011年シーズン、靴の問題などを抱え不調のために全米選手権も4位に終わり、世界選手権の代表の座を逃すこととなった。四大陸選手権では3位となった。
2011-2012年シーズン、グランプリシリーズは中国杯で優勝。続くロステレコム杯では、フリーの演技中に手を負傷するアクシデントに見舞われながらも3位に入り、グランプリファイナルへの出場を決めた。ファイナルでは合計点で自身のパーソナルベストを更新したが、ハイレベルな争いの中5位に終わった。全米選手権では2位以下を大きく引き離す高得点でチャンピオンに返り咲いた。
2012-2013年シーズン、全米選手権ではSPで1位に立つもののFSではミスが相次ぎ3位。6シーズンぶりにISUチャンピオンシップスの派遣は無かった。
2013-2014年シーズン、NHK杯ではSP7位からFS3位と逆転し銅メダルを獲得。全米選手権ではSPでノーミスの演技を披露し1位、FSでは2位だったもののリードを守りきり4度目の優勝を飾った。ソチオリンピックの団体戦では銅メダルを獲得。個人戦のSPでは4回転トゥループで転倒し、そのまま数秒間動けなかったが演技に復帰し14位。FSは出場選手の中で唯一GOEでマイナスの評価を受ける事無く滑り、パーソナルベストを更新し総合では12位だった。現役最後の試合として臨んだ世界選手権はSPで4回転トゥループを転倒し8位となるも、FSではパーソナルベストを更新し5位となった。しかしその後のインタビューで競技生活を終えるかについては迷っているとの発言があった。
2014-2015年シーズン、引退はせずにグランプリシリーズに出場。2大会ともに5位だった。全米選手権ではSP3位だったが、FSで2度のジャンプの転倒があり総合5位に順位を落とし、全米選手権で初めてメダルを逃した。
2015-2016年シーズンは、6月までに2種類の4回転を降りられるようになれば現役を続けると語った。5月にスケート靴のブレードが壊れて習得には至らなかったが現役続行の意思を表明。国内選手権に照準を合わせるためにグランプリシリーズは欠場すると発表した。しかしその後方針転換し、全米選手権にも出場しないことを発表。このシーズンの試合出場は10月のジャパンオープン、1月のメダルウィナーズオープンのみとなった。
2017年6月22日、引退を発表した。

## 主な戦績
| 大会/年            | 2003-04 | 2004-05 | 2005-06 | 2006-07 | 2007-08 | 2008-09 | 2009-10 | 2010-11 | 2011-12 | 2012-13 | 2013-14 | 2014-15 |
| ------------------ | ------- | ------- | ------- | ------- | ------- | ------- | ------- | ------- | ------- | ------- | ------- | ------- |
| 冬季オリンピック   |         |         |         |         |         |         | 9       |         |         |         | 12      |         |
| 世界選手権         |         |         |         |         | 11      | 11      | 5       |         | 8       |         | 5       |         |
| 四大陸選手権       |         |         |         | 3       | 5       | 5       |         | 3       |         |         |         |         |
| 世界国別対抗戦     |         |         |         |         |         | T1 / P5 |         |         | T2 / P5 | T1 / P6 |         |         |
| 全米選手権         | 7 J     | 1 J     |         | 4       | 4       | 1       | 1       | 4       | 1       | 3       | 1       | 5       |
| GPファイナル       |         |         |         |         |         | 1       | 4       |         | 5       |         |         |         |
| GPNHK杯            |         |         |         |         | 4       |         | 5       | 2       |         |         | 3       | 5       |
| GPスケートアメリカ |         |         |         |         |         |         |         |         |         | 5       |         | 5       |
| GPスケートカナダ   |         |         |         |         | 8       |         | 1       |         |         |         | 6       |         |
| GPエリック杯       |         |         |         |         |         |         |         |         |         | 2       |         |         |
| GPロシア杯         |         |         |         |         |         | 4       |         | 3       | 3       |         |         |         |
| GP中国杯           |         |         |         |         |         | 1       |         |         | 1       |         |         |         |
| チャレンジカップ   |         |         |         |         |         |         |         |         | 2       |         |         |         |
| フィンランディア杯 |         |         |         | 1       |         |         |         |         |         |         |         |         |
| ネーベルホルン杯   |         |         | 18      |         |         |         |         |         |         |         |         |         |

- J = ジュニアクラス

### 詳細
| 2015-2016 シーズン |                                        |    |          |         |
| 開催日             | 大会名                                 | SP | FS       | 結果    |
| 2015年10月3日      | 2015年ジャパンオープン（さいたま）     | -  | 4 153.72 | 2 団体  |
| 2016年1月15日      | 2016年メダルウィナーズオープン（門真） | -  | 1 85.44  | 1 85.44 |

| 2014-2015 シーズン    |                                                  |         |          |          |
| 開催日                | 大会名                                           | SP      | FS       | 結果     |
| 2015年1月17日 - 25日  | 全米フィギュアスケート選手権（グリーンズボロ）   | 3 89.93 | 5 168.36 | 5 258.29 |
| 2014年11月28日 - 30日 | ISUグランプリシリーズ NHK杯（門真）              | 2 81.51 | 5 148.14 | 5 229.65 |
| 2014年10月24日 - 26日 | ISUグランプリシリーズ スケートアメリカ（シカゴ） | 2 81.82 | 6 137.51 | 5 219.33 |

| 2013-2014 シーズン    |                                                      |          |          |           |
| 開催日                | 大会名                                               | SP       | FS       | 結果      |
| 2014年3月24日 - 30日  | 2014年世界フィギュアスケート選手権（さいたま）       | 8 79.67  | 4 166.68 | 5 246.35  |
| 2014年2月6日 - 22日   | ソチオリンピック（ソチ）                             | 15 72.58 | 8 160.12 | 12 232.70 |
| 2014年2月6日 - 22日   | ソチオリンピック 団体戦（ソチ）                      | 7 65.65  | -        | 3 団体    |
| 2014年1月5日 - 12日   | 全米フィギュアスケート選手権（ボストン）             | 1 99.86  | 2 174.41 | 1 274.27  |
| 2013年11月8日 - 10日  | ISUグランプリシリーズ NHK杯（東京）                  | 7 78.78  | 3 158.63 | 3 237.41  |
| 2013年10月25日 - 27日 | ISUグランプリシリーズ スケートカナダ（セントジョン） | 4 74.58  | 6 141.37 | 6 215.95  |
| 2013年10月5日         | 2013年ジャパンオープン（さいたま）                   | -        | 3 157.70 | 2 団体    |

| 2012-2013 シーズン    |                                                      |         |          |          |
| 開催日                | 大会名                                               | SP      | FS       | 結果     |
| 2013年4月11日 - 14日  | 2013年世界フィギュアスケート国別対抗戦（東京）       | 4 80.24 | 6 151.60 | 6 231.84 |
| 2013年1月20日 - 27日  | 全米フィギュアスケート選手権（オマハ）               | 1 84.10 | 3 165.23 | 3 249.33 |
| 2012年11月16日 - 18日 | ISUグランプリシリーズ エリック・ボンパール杯（パリ） | 1 81.18 | 3 146.45 | 2 227.63 |
| 2012年10月19日 - 21日 | ISUグランプリシリーズ スケートアメリカ（ケント）     | 3 77.71 | 8 133.64 | 5 211.35 |

| 2011-2012 シーズン     |                                                         |         |          |          |
| 開催日                 | 大会名                                                  | SP      | FS       | 結果     |
| 2012年4月19日 - 22日   | 2012年世界フィギュアスケート国別対抗戦（東京）          | 3 86.98 | 7 147.39 | 5 234.37 |
| 2012年3月26日 - 4月1日 | 2012年世界フィギュアスケート選手権（ニース）            | 9 74.85 | 8 151.34 | 8 226.19 |
| 2012年3月8日 - 11日    | 2012年チャレンジカップ（ハーグ）                        | 3 77.97 | 2 145.81 | 2 223.78 |
| 2012年1月22日 - 29日   | 全米フィギュアスケート選手権（サンノゼ）                | 1 90.23 | 1 183.35 | 1 273.58 |
| 2011年12月8日 - 11日   | 2011/2012 ISUグランプリファイナル（ケベック・シティー） | 2 82.66 | 5 156.16 | 5 238.82 |
| 2011年11月25日 - 27日  | ISUグランプリシリーズ ロステレコム杯（モスクワ）        | 1 83.54 | 5 145.54 | 3 229.08 |
| 2011年11月4日 - 6日    | ISUグランプリシリーズ 中国杯（上海）                    | 3 79.32 | 3 149.17 | 1 228.49 |

| 2010-2011 シーズン    |                                                  |         |          |          |
| 開催日                | 大会名                                           | SP      | FS       | 結果     |
| 2011年2月15日 - 20日  | 2011年四大陸フィギュアスケート選手権（台北）     | 2 76.73 | 4 148.98 | 3 225.71 |
| 2011年1月23日 - 30日  | 全米フィギュアスケート選手権（グリーンズボロ）   | 2 78.39 | 6 145.77 | 4 224.16 |
| 2010年11月19日 - 21日 | ISUグランプリシリーズ ロステレコム杯（モスクワ） | 2 77.61 | 4 139.60 | 3 217.21 |
| 2010年10月22日 - 24日 | ISUグランプリシリーズ NHK杯（名古屋）            | 2 74.62 | 3 143.57 | 2 218.19 |

| 2009-2010 シーズン    |                                                    |          |          |          |
| 開催日                | 大会名                                             | SP       | FS       | 結果     |
| 2010年3月22日 - 28日  | 2010年世界フィギュアスケート選手権（トリノ）       | 6 81.05  | 5 151.36 | 5 232.10 |
| 2010年2月12日 - 28日  | バンクーバーオリンピック（バンクーバー）           | 15 69.40 | 9 149.56 | 9 218.96 |
| 2010年1月14日 - 24日  | 全米フィギュアスケート選手権（スポケーン）         | 1 87.85  | 1 175.81 | 1 263.66 |
| 2009年12月3日 - 6日   | 2009/2010 ISUグランプリファイナル（東京）          | 5 76.65  | 2 158.73 | 4 235.38 |
| 2009年11月19日 - 22日 | ISUグランプリシリーズ スケートカナダ（キッチナー） | 1 79.00  | 2 153.99 | 1 232.99 |
| 2009年11月5日 - 8日   | ISUグランプリシリーズ NHK杯（長野）                | 2 83.00  | 6 125.45 | 5 208.45 |
| 2009年10月3日         | 2009年ジャパンオープン（さいたま）                 | -        | 3 132.87 | 2 団体   |

| 2008-2009 シーズン    |                                                      |          |           |           |
| 開催日                | 大会名                                               | SP       | FS        | 結果      |
| 2009年4月16日 - 19日  | 2009年世界フィギュアスケート国別対抗戦（東京）       | 5 71.27  | 5 133.78  | 5 205.05  |
| 2009年3月23日 - 29日  | 2009年世界フィギュアスケート選手権（ロサンゼルス）   | 10 72.15 | 10 132.52 | 11 204.67 |
| 2009年2月2日 - 8日    | 2009年四大陸フィギュアスケート選手権（バンクーバー） | 4 75.67  | 6 141.27  | 5 216.94  |
| 2009年1月18日 - 25日  | 全米フィギュアスケート選手権（クリーブランド）       | 1 86.40  | 1 155.49  | 1 241.89  |
| 2008年12月10日 - 14日 | 2008/2009 ISUグランプリファイナル（高陽）            | 2 78.26  | 1 159.46  | 1 237.72  |
| 2008年11月20日 - 23日 | ISUグランプリシリーズ ロシア杯（長野）               | 6 68.80  | 2 148.68  | 4 217.48  |
| 2008年11月6日 - 9日   | ISUグランプリシリーズ 中国杯（北京）                 | 1 77.05  | 1 156.39  | 1 233.44  |

| 2007-2008 シーズン       |                                                        |          |           |           |
| 開催日                   | 大会名                                                 | SP       | FS        | 結果      |
| 2008年3月17日 - 23日     | 2008年世界フィギュアスケート選手権（ヨーテボリ）       | 14 65.61 | 10 131.65 | 11 197.26 |
| 2008年2月11日 - 17日     | 2008年四大陸フィギュアスケート選手権（高陽）           | 9 60.87  | 4 145.53  | 5 206.40  |
| 2008年1月20日 - 27日     | 全米フィギュアスケート選手権（セントポール）           | 5 73.28  | 4 148.57  | 4 221.85  |
| 2007年11月29日 - 12月2日 | ISUグランプリシリーズ NHK杯（仙台）                    | 12 58.27 | 4 129.29  | 4 187.56  |
| 2007年11月1日 - 4日      | ISUグランプリシリーズ スケートカナダ（ケベックシティ） | 11 44.75 | 4 126.31  | 8 171.06  |

| 2006-2007 シーズン   |                                                              |         |          |          |
| 開催日               | 大会名                                                       | SP      | FS       | 結果     |
| 2007年2月5日 - 11日  | 2007年四大陸フィギュアスケート選手権（コロラドスプリングス） | 2 74.34 | 4 128.88 | 3 203.22 |
| 2007年1月21日 - 28日 | 全米フィギュアスケート選手権（スポケーン）                   | 9 64.48 | 3 136.47 | 4 200.95 |
| 2006年10月6日 - 8日  | 2006年フィンランディア杯（ヴァンター）                       | 2 67.60 | 2 119.66 | 1 187.26 |

| 2005-2006 シーズン      |                                              |          |          |           |
| 開催日                  | 大会名                                       | SP       | FS       | 結果      |
| 2005年9月29日 - 10月2日 | 2005年ネーベルホルン杯（オーベルストドルフ） | 21 35.41 | 17 88.51 | 18 123.92 |

| 2004-2005 シーズン  |                                                             |    |    |      |
| 開催日              | 大会名                                                      | SP | FS | 結果 |
| 2005年1月9日 - 16日 | 全米フィギュアスケート選手権 ジュニアクラス（ポートランド） | 1  | 1  | 1    |

| 2003-2004 シーズン  |                                                           |    |    |      |
| 開催日              | 大会名                                                    | SP | FS | 結果 |
| 2004年1月3日 - 11日 | 全米フィギュアスケート選手権 ジュニアクラス（アトランタ） | 10 | 4  | 7    |

| 2001-2002 シーズン  |                                                             |    |    |      |
| 開催日              | 大会名                                                      | SP | FS | 結果 |
| 2002年1月6日 - 13日 | 全米フィギュアスケート選手権 ノービスクラス（ロサンゼルス） | 12 | 3  | 6    |

## プログラム使用曲
| シーズン  | SP | FS | EX |
| --------- | --- | --- | --- |
| 2015-2016 | | 弦楽のためのアダージョ 作曲：サミュエル・バーバー 振付：サンドラ・ベジック彼を帰して ボーカル：アルフィー・ボー 振付：ジェレミー・アボット | Black Skinhead 曲：カニエ・ウェスト 振付：ベンジー・シュウィマー |
| 2014-2015 | Lay Me Down 曲：サム・スミス 振付：ジェレミー・アボット、佐藤有香                                                               | 弦楽のためのアダージョ 作曲：サミュエル・バーバー 振付：サンドラ・ベジック | Latch 曲：ディスクロージャー feat. サム・スミス 振付：ジェレミー・アボット、ベンジー・シュウィマーDear Lord 作曲：ジョン・コルトレーン 編曲：デイヴ・リーブマン            |
| 2013-2014 | Lilies of the Valley 作曲：三宅純 振付：ロビン・カズンズ                                                                        | エクソジェネシス：交響曲第3部 演奏：ミューズ 振付：ジェレミー・アボット、佐藤有香 | 彼を帰して ボーカル：アルフィー・ボー 振付：ジェレミー・アボットLatch 曲：ディスクロージャー feat. サム・スミス 振付：ジェレミー・アボット、ベンジー・シュウィマー         |
| 2012-2013 | スパイ 作曲：ネイサン・ラニエ 振付：ベンジー・シュウィマー                                                                      | 彼を帰して 編曲：スティーブン・ジャメイル 振付：ジェレミー・アボット、佐藤有香 | I Won't Give Up 曲：ジェイソン・ムラーズ 振付：ジェレミー・アボットHome 曲：フィリップ･フィリップス 振付：ジェレミー・アボット                                             |
| 2011-2012 | 素敵なあなた 演奏：ベニー・グッドマン 『スウィング・キッズ』サウンドトラック 振付：ブディ・シュウィマー、ベンジー・シュウィマー | エクソジェネシス：交響曲第3部 演奏：ミューズ 振付：ジェレミー・アボット、佐藤有香 | ホームタウン・グローリー ボーカル：アデル 振付：ジェレミー・アボット |
| 2010-2011 | ビエホス・アイレス 演奏：ヌエボタンゴアンサンブル 振付：アントニオ・ナハロ                                                      | 映画『ライフ・イズ・ビューティフル』より 作曲：ニコラ・ピオヴァーニ 振付：デヴィッド・ウィルソン | アット・ディス・モーメント ボーカル：マイケル・ブーブレ 振付：佐藤有香、ジェレミー・アボットリズム・オブ・ラブ 曲：プレイン・ホワイト・ティーズ 振付：ジェレミー・アボット |
| 2009-2010 | ア・デイ・イン・ザ・ライフ 演奏：ジェフ・ベック 振付：シェイ＝リーン・ボーン                                                    | 木星 作曲：グスターヴ・ホルスト ローマの松 作曲：オットリーノ・レスピーギ 振付：トム・ディクソン交響曲第3番 作曲：カミーユ・サン＝サーンス 振付：パスカーレ・カメレンゴ | Gotta Get thru This 曲：ダニエル・ベディングフィールド 振付：トム・ディクソンアット・ディス・モーメント ボーカル：マイケル・ブーブレ 振付：佐藤有香、ジェレミー・アボット  |
| 2008-2009 | アルビノーニのアダージョ 作曲：レモ・ジャゾット 振付：カタリナ・リンデン                                                        | エイト・シーズンズ（アストル・ピアソラメドレー） 演奏：ギドン・クレーメル、クレメラータ・バルティカ 振付：トム・ディクソン | She's Always A Woman To Me ボーカル：ビリー・ジョエル |
| 2007-2008 | Treat 作曲：カルロス・サンタナ 振付：カート・ブラウニング                                                                       | ゴーストワルツ 『ヤドリギの花嫁』より 作曲：ポール・チハラ ジャズ組曲 映画『アイズ・ワイド・シャット』より 作曲：ドミートリイ・ショスタコーヴィチ リバーワルツ 映画『五彩のヴェール』より 作曲：アレクサンドル・デスプラ 仮面舞踏会 作曲：アラム・ハチャトゥリアン 振付：トム・ディクソン | Faith 作曲：ジョージ・マイケル 振付：ジェレミー・アボット、デイモン・アレン、キャロライン・ミラー                                                                          |
| 2006-2007 | 映画『アメリカン・ビューティー』サウンドトラック 作曲：トーマス・ニューマン 振付：ジェレミー・アボット                          | 交響曲第25番 作曲：ヴォルフガング・アマデウス・モーツァルト プニャーニの様式による前奏曲とアレグロ 作曲：フリッツ・クライスラー 振付：トム・ディクソン | ラストダンスは私に ボーカル：マイケル・ブーブレ 振付：デイモン・アレン、ジェレミー・アボット                                                                               |
| 2005-2006 | ジョニーがいなくてがっかり 演奏：ヴァネッサ・メイ 振付：クリストファー・ディーン                                                | ウィリアム・ジョセフセレクション 振付：デイモン・アレンサフリ・デュオセレクション 振付：デイモン・アレン、ジェレミー・アボット | |
| 2004-2005 | アランフエス協奏曲 作曲：ホアキン・ロドリーゴ 振付：デイモン・アレン                                                            | サフリ・デュオセレクション 振付：デイモン・アレン、ジェレミー・アボット | |